# 同色毛鼻鯰
同色毛鼻鯰（学名：Trichomycterus concolor），為輻鰭魚綱鯰形目毛鼻鯰科的其中一種。其种加词“concolor”意为“同色的”。分布於南美洲巴西舊金山河流域，體長可達6.4公分。